# SBB Ee 3/3
De Ee 3/3 is een drieassige Zwitserse elektrische rangeerlocomotief van de Schweizerische Bundesbahnen (SBB).

Deze locomotieven werden in de jaren 1928-1966 gebouwd voor de lichte en middelzware rangeerdiensten; in het begin werden ze ook gebruikt voor lichte goederentreinen.

De assen worden in beweging gezet door koppelstangen, die via een blinde as aangedreven worden door één elektrische motor.

Voor het rangeren onder andere stroomsystemen schaften de SBB de vergelijkbare rangeerlocomotieven Ee 3/3II (15 kv 16 2/3 Hz; 25 kv 50 Hz) en de Ee 3/3IV (15 kv 16 2/3 Hz; 25 kv 50 Hz; 1500=; 3000=) aan.

Hoewel er heden nog steeds locomotieven van dit type aan te treffen zijn in de actieve dienst, worden ze langzamerhand vervangen door rangeerlocomotieven van het type Ee 922.

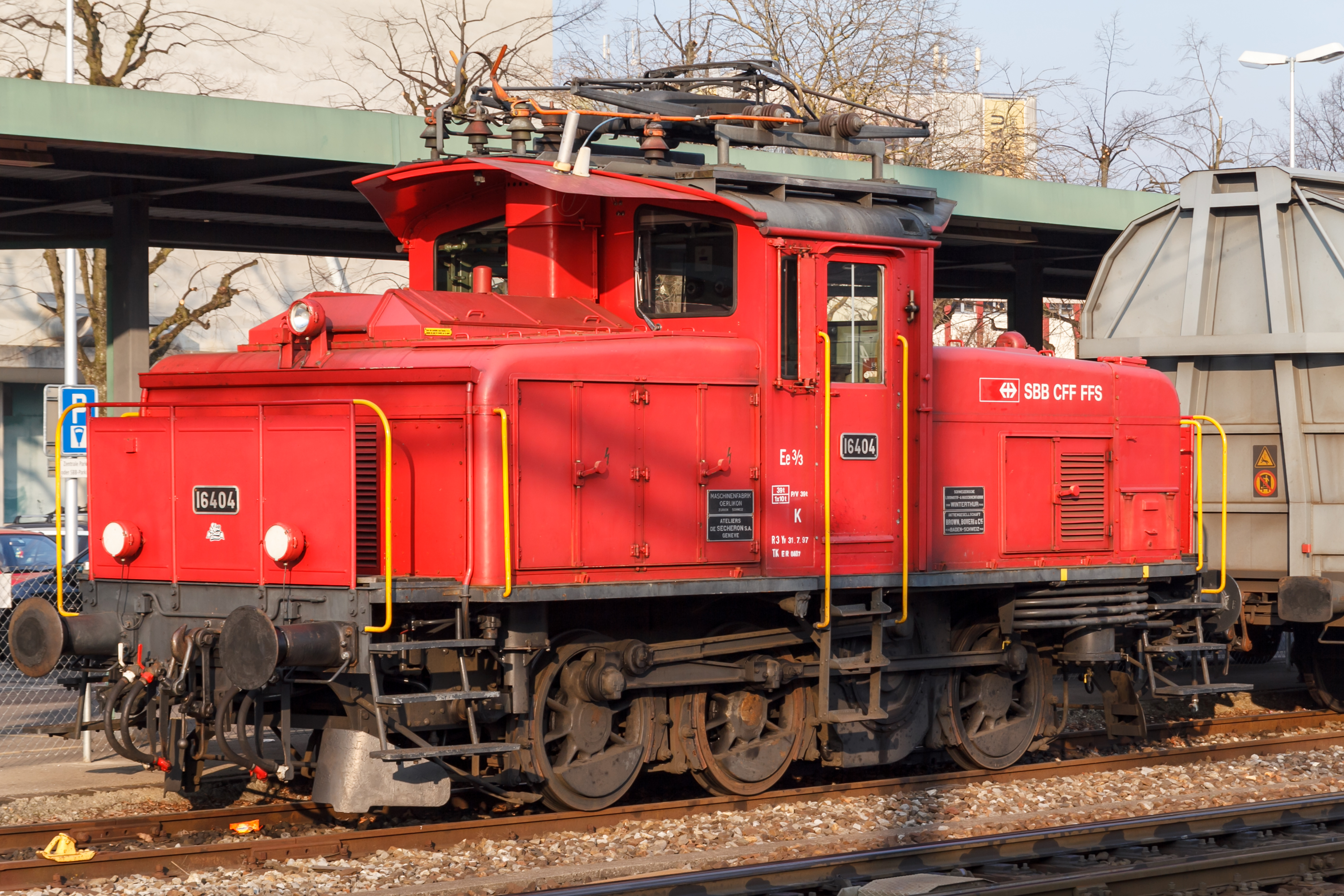
SBB Ee 3/3 Nr. 16404 in Gossau SG (2011)

Stoom: Ed 2x2/2 · E 3/3 · A 3/5 · B 3/4 · C 5/6 

Elektrisch: Fb 3/5 · C 4/4 · Ce 6/8II / Ce 6/8III (Krokodil, 1920/1926) · Be 4/6 (1920) · Be 4/7 (1921) · Ae 3/5 (1922) · Ae 3/6I (1921) · Ae 3/6II (1924) · Ae 3/6III (1925) · Ae 4/7 (1927) · Ae 4/6 (1941) · Re 4/4 I · Ae 6/6 · Re 4/4 II · Re 420 · Re 421 · Re 4/4 III · Re 6/6 · Re 620 · Re 4/4 IV · Re 440 · Re 450 · Re 460 · Re 474 · Re 481 · Re 482 · Re 484 

Diesel: Am 841 (1996) · Am 843 · Am 840 

Rangeer: Ee 3/3 · Em 3/3 (1959) · Bm 4/4 (1961) · Ee 922 · Eem 923 